# Bildnis des Monsieur Pagans

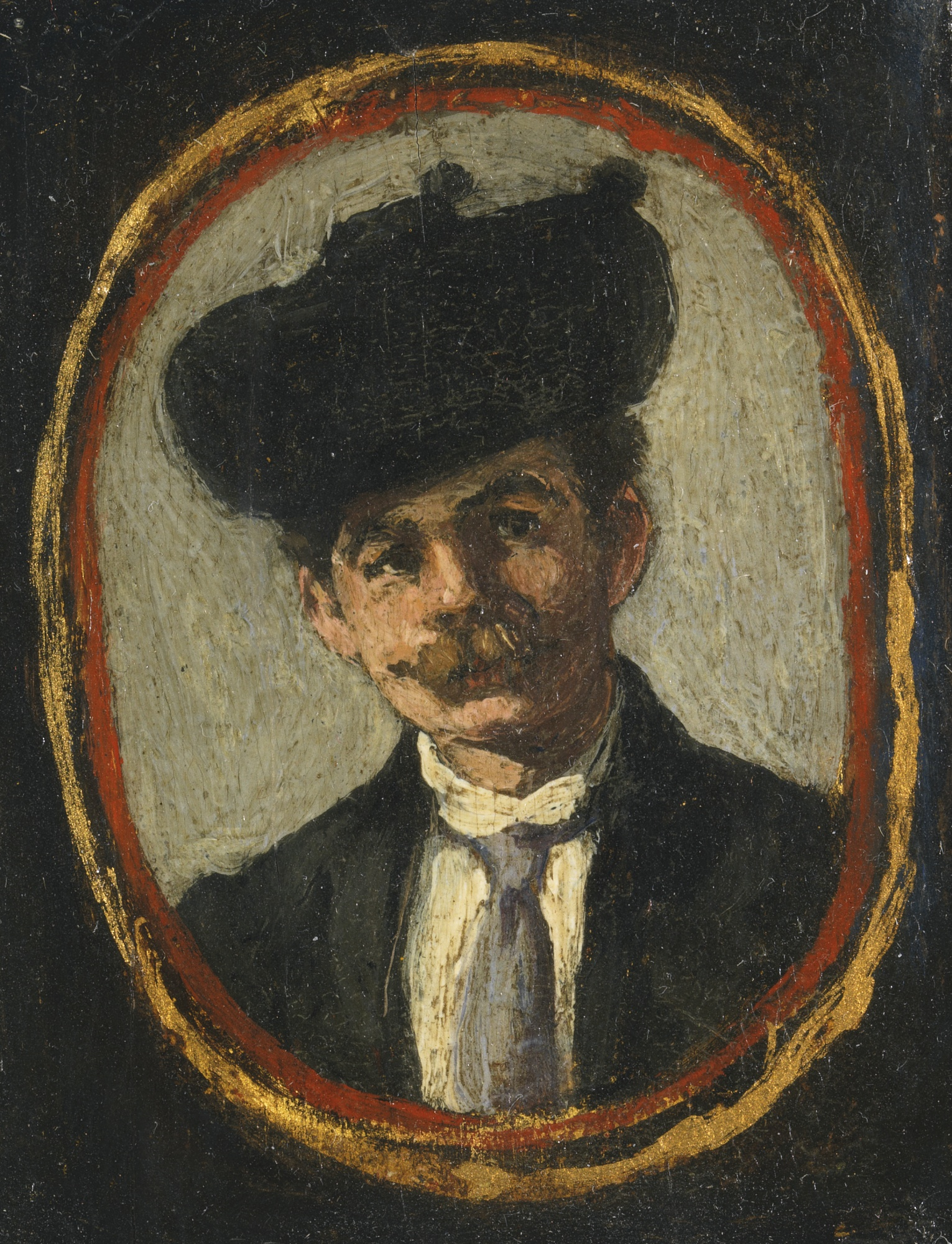
Porträt Monsieur Pagans
Édouard Manet, 1879
10,4 × 6,9 cm
Öl auf Pergament, auf Holz gezogen
Privatsammlung

Das Bildnis des Monsieur Pagans (französisch Portrait de Monsieur Pagans) ist ein 1879 entstandenes Porträtgemälde von Édouard Manet. Es war ursprünglich eine in Öl auf Pergament gemalte Dekorationsvignette für den Rahmen eines bemalten Tamburins, das Manet anlässlich einer Benefizausstellung für Flutopfer in Spanien schuf. Später wurde die Vignette vom Tamburin gelöst und auf eine 10,4 cm hohe und 6,9 cm breite Holztafel aufgezogen. Das Bild zeigt den spanischen Sänger, Gitarristen und Komponisten Lorenzo Pagans. Es befindet sich in einer Privatsammlung.

## Zur Entstehung des Bildes

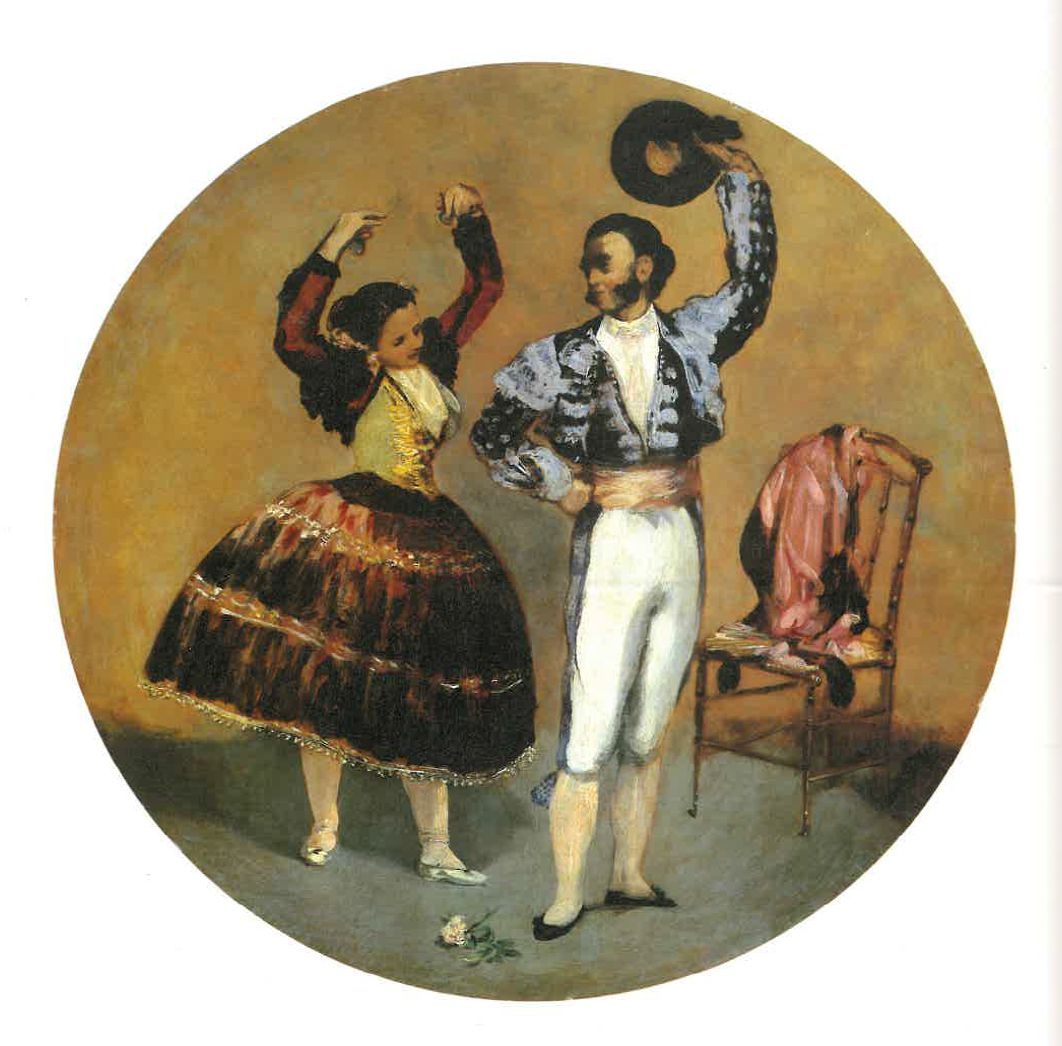
Édouard Manet: Spanische Tänzer, 1879, Privatsammlung
Auf dem Holzrahmen dieses zunächst als bemaltes Tamburin ausgeführten Bildes befand sich ursprünglich das Bildnis des Monsieur Pagans.

Am 15. Oktober 1879 trat der Río Segura in der spanischen Provinz Murcia über die Ufer und verursachte eine schwere Flutkatastrophe, bei der etwa 1000 Menschen starben und große Sachschäden entstanden. Auch die Menschen in Paris nahmen an den Nachrichten aus Spanien regen Anteil und namhafte Schriftsteller wie Victor Hugo, Alphonse Daudet und Émile Zola riefen zu Spenden auf. Die erst im Frühjahr 1879 gegründeten Zeitschrift La Vie moderne lud aus diesem Anlass verschiedene Künstler zu einer Benefizausstellung ein, bei der bemalte Tamburine gezeigt werden sollten. Zu den an der Ausstellung beteiligten Malern gehörten Giuseppe de Nittis, Carolus-Duran, Giovanni Boldini, Jean-Jacques Henner, Léon Bonnat, Federico Madrazo, Martín Rico y Ortega, Augustin Théodule Ribot, Alfred Stevens, Pierre-Auguste Renoir und Manet.
Insgesamt sind sechs bemalte Tamburine von Manet bekannt. Diese sind teils komplett erhalten, wobei das Pergament der runden Schlagfläche auf einen Schellenring als Spannrahmen aufgezogen ist. An den Seiten sind Schellen und bei einem Objekt zudem farbige Stoffbändchen angebracht. Zwei diese Tamburine, Tänzerin und Majo und Sängerin im Café-concert, erwarb Manets Freund Antonin Proust. Zwei weitere Tamburine, jeweils ein spanisches Tanzpaar zeigend, erwarb Lorenzo Pagans. An einem dieser Tamburine (Werkverzeichnis Rouart/Wildenstein Nr. 320) befand sich auf dem äußeren Holzrahmen das Portrait de Monsieur Pagans als angebrachte Vignette. Später wurde das Tamburin zerlegt. Das runde Bild mit den spanischen Tänzern ist gerahmt und das Bildnis des Monsieur Pagans auf eine Holztafel aufgezogen worden.

## Bildbeschreibung
Das Bildnis des Monsieur Pagans gehört zu den kleinsten Bildern, die Manet als Ölmalerei ausgeführt hat. Die schwarz gestrichene Holztafel hat eine Höhe von 10,4 cm und eine Breite von 6,9 cm. Darauf befindet sich das Porträt als Medaillon in einem gemalten Rahmen. Eine rote Umrandung umschließt das Bildnis, der in geringem Abstand eine goldfarbene, umlaufende Linie folgt. Dazwischen ist das Schwarz der Holztafel zu sehen. Am unteren Rand dieser doppelläufigen Umrahmung berührt die goldfarbene Linie den inneren roten Rahmen, wobei teilweise goldfarbenen Striche über die roten Linie reichen – ein Zeichen dafür, dass die goldfarbene Linie später hinzugefügt wurde. Möglicherweise stammt der rote Rahmen von Manet selbst, der goldene Rahmen ist sicher nach seinem Tod bei der Übertragung der Pergamentmalerei auf die Holztafel von fremder Hand hinzugefügt worden.
Das eigentliche Bildnis ist als Schulterstück in Frontalansicht vor grauem Hintergrund ausgeführt. Der Dargestellte Lorenzo Pagans hat den Kopf leicht zur rechten Schulter geneigt und schaut den Bildbetrachter direkt mit seinen dunklen Augen an. Die linke Gesichtshälfte liegt weitestgehend im Schattenbereich, während die rechte Gesichtshälfte von einer außerhalb des Bildes befindlichen Lichtquelle angestrahlt wird. Das Gesicht einschließlich des Ohrs ist hier mit einem rosafarbenen Teint gemalt. Über dem geschlossenen Mund trägt Pagans einen dichten, breiten, dunkelblonden Schnurrbart. Pagans hat eine schwarze Jacke an und darunter ein weißes Hemd mit Stehkragen. Um den Kragen hat er eine blaue Krawatte gebunden. Hemd und Krawatte reichen bis zum unteren Bildrand. Pagans trägt einen schwarzen Hut, der die Stirn größtenteils verdeckt und unter dem die kurzen dunklen Haare hervorschauen. Der Hut hat nahezu dieselbe Höhe wie das Gesicht, wobei er seitlich noch über den Kopf herausragt. Mit zwei Bommeln versehen wirkt er spanisch-folkloristisch und unterstreicht die Herkunft des Dargestellten.

## Porträt eines befreundeten Musikers

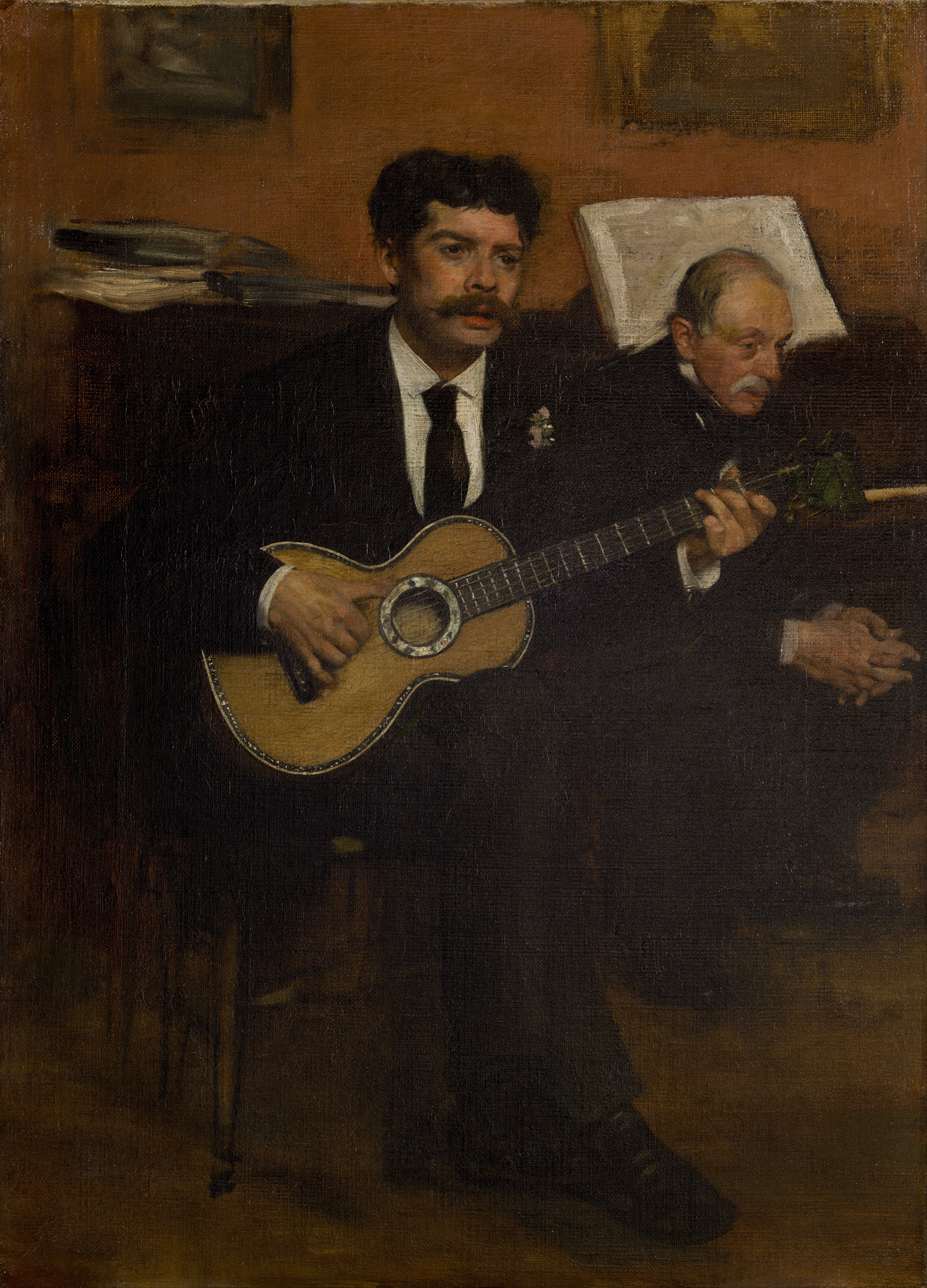
Edgar Degas:
Lorenzo Pagans und Auguste de Gas, um 1871–1872, Musée d’Orsay

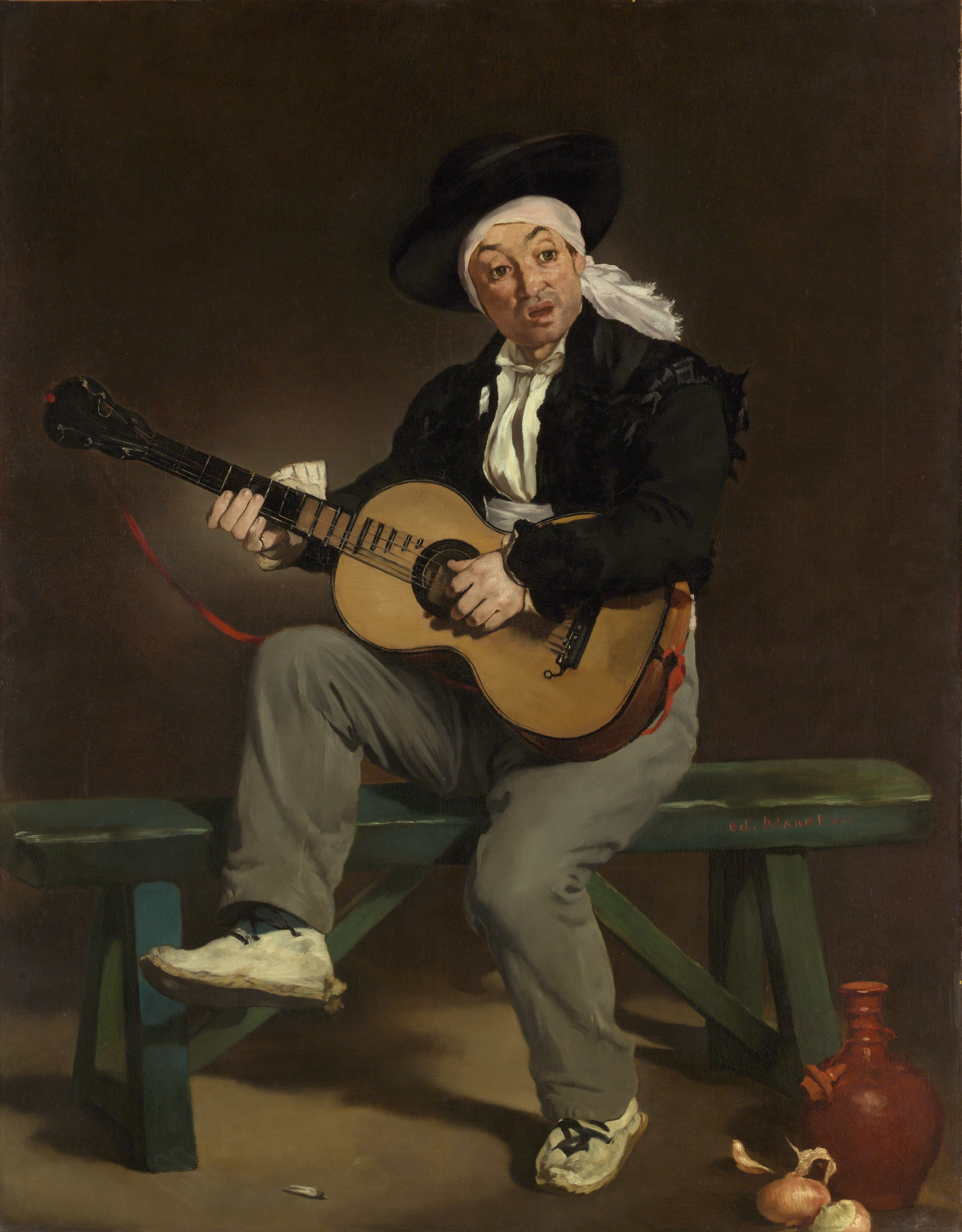
Édouard Manet:
Der Spanische Sänger, 1860, Metropolitan Museum of Art

Der aus Katalonien stammende Tenor, Pianist und Gitarrist Lorenzo Pagans war Manet seit den 1860er Jahren bekannt. Manet hat den Musiker in dieser Zeit sicher bei einem seiner Auftritte in Paris gesehen und gehört. Um 1871–1872 malte Edgar Degas, ein Freund Manets, das bekannte Doppelporträt Lorenzo Pagans und Auguste de Gas (Musée d’Orsay, Paris). In diesem Bild zeigt Degas den Gitarristen und Sänger Pagans bei einem Hauskonzert. Etwa ab dieser Zeit verkehrte Pagans in den Salons der Pariser Künstler- und Musikerkreise. Einen solchen Salon führte auch Manets Ehefrau Suzanne Manet, die ebenfalls Pianistin war. Möglicherweise haben Pagans und Suzanne Manet bei solch einer Gelegenheit gemeinsam musiziert. Mit dem Bildnis des Monsieur Pagans und seiner folkloristischen anmutenden Aufmachung knüpfte Manet an frühere eigene Bilder aus den 1860er Jahren an. In seinem Gemälde Der Spanische Sänger (Metropolitan Museum of Art, New York) hatte Manet, ähnlich wie später Degas, einen Gitarre spielenden und singenden Mann gemalt. Beim Bildnis des Monsieur Pagans ist der Musiker jedoch nicht bei einem Auftritt zu sehen, sondern Manet zeigt ihn in der Art, wie sie bei fotografischen Visitenkartenporträts üblich waren, die zur Zeit der Entstehung des Bildes sehr beliebt waren.

## Provenienz
Édouard Manet verkaufte das Bild vermutlich direkt an den im Bild porträtierten spanischen Sänger Lorenzo Pagans. In seinem Verkaufsbuch hat Manet für 1879 und 1882 den Verkauf von je einem bemalten Tamburin vermerkt und als Käufer „P.“ angegeben. Als mögliche Käufer kommt bei diesem Kürzel neben Pagans theoretisch auch Manets Freund Eugène Pertuiset in Frage, der ebenfalls Werke des Malers besaß. Die beiden Tamburine mit dem Motiv der spanischen Tänzer waren 1884 in Manets Gedächtnisausstellung zu sehen, wo Lorenzo Pagans als Leihgeber auftrat. Unklar ist, wann und von wem das Porträt Monsieur Pagans von dem dazugehörigen Tamburin getrennt wurde. Möglicherweise haben die Erben von Pagans zunächst das Hauptmotiv des Tamburins mit der Darstellung der spanischen Tänzer verkauft und als Andenken das Bildnis von Lorenzo Pagans behalten.
Das Bildnis des Monsieur Pagans gelangte später an den Kunsthändler Georges Wildenstein, der Filialen in Paris und New York betrieb. Danach war das Bild in der Sammlung der New Yorkerin Mrs. Gilbert Kahn, die das Bild mehrere Jahre besaß, bevor sie es 1984 an Liz Wolven verkaufte. Die nächste Besitzerin war die ebenfalls in New York lebende Mrs. H.H. Rogers. Aus ihrem Besitz kam das Bildnis am 18. Februar 1988 im New Yorker Auktionshaus Christie’s zur Versteigerung. Der namentlich nicht bekannte neue Besitzer erwarb das Bild bei dieser Gelegenheit für 22.000 US-Dollar. Am 8. Mai 2014 tauchte das Bild erneut in einer Auktion auf. In der New Yorker Filiale des Auktionshauses Sotheby’s ersteigerte ein unbekannter Bieter das Bild für 167.000 US-Dollar.
Das Bildnis des Monsieur Pagans war nur selten öffentlich zu sehen. Nach der Manet-Ausstellung 1884 in der Pariser École des Beaux-Arts, wurde das Bild in der ersten Hälfte des 20. Jahrhunderts zweimal in Ausstellungen in den Vereinigten Staaten gezeigt. 1933–1934 stellte das Pennsylvania Museum of Art (heute Philadelphia Museum of Art) das Bildnis des Monsieur Pagans im Rahmen der Ausstellung Manet and Renoir aus. Zudem war das Bild 1936 in einer Ausstellung in der Detroit Society of Arts and Crafts zu sehen.